# If You Could See Me Now (The Script)
If You Could See Me Now è un singolo del gruppo musicale irlandese The Script, pubblicato nel 2013 come estratto dall'album #3.

## Tracce
1. If You Could See Me Now – 3:39